# ラリー・ヤング (ミュージシャン)
ラリー・ヤング（Larry Young）もしくはハリド・ヤシン（Khalid Yasin、1940年10月7日 - 1978年3月30日）は、アメリカ合衆国のジャズ・キーボード奏者（オルガニストならびにピアニスト）。ソウル・ジャズ寄りのジミー・スミスとは対照的に、モーダル・ジャズの先駆者として知られるが、その実ソウル・ジャズも手懸けた。
ジミ・ヘンドリックスとのジャム・セッションによってレコードを残したことから、ジャズ愛好家だけでなく、ロック愛好家にも名前が知られている。
イスラム教に改宗してハリド・ヤシン・アブドゥル・アジズ（Khalid Yasin Abdul Aziz）に改名した。

## 略歴
ニュージャージー州ニューアーク出身。
1950年代にさまざまなリズム・アンド・ブルースのバンドと共演した後、ジミー・フォレストやルー・ドナルドソン、ケニー・ドーハム、ハンク・モブレイ、トミー・タレンタインとの共演でジャズの経験を積んだ。
1960年よりプレスティッジ・レーベルでリーダー・アルバムの録音を開始し、『テスティファイイング』（1960年）、『ヤング・ブルース』（1960年）、『グルーヴィー・ストリート』（1962年）など多数のアルバムを作った。
1964年にブルーノートに移籍した頃には、ジョン・コルトレーンの顕著な影響が見えるようになった。ヤングの最良の作品が作り出されたのもこの頃である。ギタリストのグラント・グリーンやドラマーのエルヴィン・ジョーンズとしばしばトリオを組んでおり、時にはその編成に多少の増員を行なった。このような手順を踏んだアルバムの殆どはグリーンの名義で発表されたが、サクソフォーンにサム・リヴァースを迎えたアルバム『イントゥ・サムシン』（1964年）は、彼のブルーノートにおけるデビュー盤となった。1965年に録音されたアルバム『ユニティ』は、彼の代表作であり、ジョー・ヘンダーソンや若き日のウディ・ショウを最前線に押し出している。
その後のブルーノートにおけるアルバム『ラブ・アンド・ピース』（1966年）、『コントラスツ』（1967年）、『ヘヴン・オン・アース』（1968年）、『マザー・シップ』（1969年）は、1960年代のアヴァンギャルド・ジャズの要素を取り入れたり、ヤングの地元ニューアーク出身のミュージシャンを起用したりしている。
1969年にはトニー・ウィリアムズ、ジョン・マクラフリンとトニー・ウィリアムズ・ライフタイムを結成してアルバム『エマージェンシー!』を発表し、1970年にはマクラフリンと共にマイルス・デイヴィスのアルバム『ビッチェズ・ブリュー』に参加した。
1969年5月にニューヨークのレコード・プラント・スタジオでジミ・ヘンドリックスと共演した音源は、ヘンドリックスの死後に発表されたアルバム『ナイン・トゥ・ジ・ユニヴァース』（1980年）に「Young / Hendrix」として収録されている。
ヤングが奏でるオルガンの特徴的な響きは、ハモンドオルガンのストップに起因し、霊妙で幽玄な効果を生み出している。つまりこの音色こそ、主役にして背景なのである。
1978年、肺炎を放置した為に、ニューヨークにて早世した。享年37歳。

## ディスコグラフィ

### リーダー・アルバム
- 『テスティファイイング』 - Testifying (1960年、New Jazz)
- 『ヤング・ブルース』 - Young Blues (1960年、New Jazz)
- 『グルーヴィー・ストリート』 - Groove Street (1962年、Prestige)
- 『イントゥ・サムシン』 - Into Somethin' (1964年、Blue Note)
- 『ユニティ』 - Unity (1965年、Blue Note)
- 『ラブ・アンド・ピース』 - Of Love and Peace (1966年、Blue Note)
- 『コントラスツ』 - Contrasts (1967年、Blue Note)
- 『ヘヴン・オン・アース』 - Heaven on Earth (1968年、Blue Note)
- 『マザー・シップ』 - Mother Ship (1969年、Blue Note)
- 『ローレンス・オブ・ニューアーク』 - Lawrence of Newark (1973年、Perception)
- 『フューエル』 - Fuel (1975年、Arista)
- 『スペースボール』 - Spaceball (1976年、Arista)
- The Magician (1977年、Acanta/Bellaphon)
- 『イン・パリ:ORTFレコーディングス』 - Larry Young in Paris: The ORTF Sessions (2016年、Resonance) ※フランスのラジオのために1964年&1965年録音

### 参加アルバム
ジョー・チェンバース
- Double Exposure (1978年、Muse)

マイルス・デイヴィス
- 『ビッチェズ・ブリュー』 - Bitches Brew (1969年、Columbia)
- 『ビッグ・ファン』 - Big Fun (1969年、Columbia) ※セッションのみ

ジミー・フォレスト
- Forrest Fire (1960年、New Jazz)

グラント・グリーン
- 『トーキン・アバウト』 - Talkin' About! (1965年、Blue Note)
- 『ヒズ・マジェスティ、キング・ファンク』 - His Majesty King Funk (1965年、Verve)
- 『抱きしめたい』 - I Want to Hold Your Hand (1966年、Blue Note)
- 『ストリート・オブ・ドリームス』 - Street of Dreams (1967年、Blue Note) ※1964年録音

エタ・ジョーンズ
- Love Shout (1963年、Prestige)

ギルド・マホネス
- 『アイム・シューティング・ハイ』 - I'm Shooting High (1963年、Prestige)
- The Great Gildo (1964年、Prestige)

ジョン・マクラフリン
- 『ディボーション』 - Devotion (1970年、Douglas)
- 『魂の兄弟たち』 - Love Devotion Surrender (1972年、Columbia) ※with カルロス・サンタナ

ポニー・ポインデクスター & ブッカー・アーヴィン
- 『ガンボ!』 - Gumbo! (1963年、Prestige) ※1999年再発CD盤ボーナストラックのみ

ウディ・ショウ
- 『イン・ザ・ビギニング』 - In the Beginning (1965年、Muse)

ソーネル・シュワルツ & ビル・レスリー
- Soul Cookin' (1962年、Argo) ※「Lawrence Olds」名でクレジット

バディ・テリー
- Natural Soul (1968年、Prestige)

トニー・ウィリアムス・ライフタイム
- 『エマージェンシー!』 - Emergency! (1969年、Polydor)
- 『ターン・イット・オーバー』 - Turn It Over (1970年、Polydor)
- 『エゴ』 - Ego (1971年、Polydor)

Love Cry Want (Nicholas/Gallivan/Young)
- Love Cry Want (1997年、Newjazz.com) ※1972年6月録音